# Негла (приток Лузы)
Негла — река в России, протекает в Лузском районе Кировской области. Устье реки находится в 102 км по левому берегу реки Луза. Длина реки составляет 40 км. В 20 км от устья принимает справа реку Россоха.
Река вытекает из болот у урочища 1-е Сухановское в 15 км к северо-востоку от посёлка Лунданка и в 28 км к юго-востоку от города Луза. Река течёт среди холмов по ненаселённому лесу, генеральное направление течения — северо-запад в верховьях и север на остальном протяжении, русло сильно извилистое. Притоки — Россоха, Трубино (правые). Впадает в Лузу напротив посёлка Лальск.

## Данные водного реестра
По данным государственного водного реестра России и геоинформационной системы водохозяйственного районирования территории РФ, подготовленной Федеральным агентством водных ресурсов:
- Бассейновый округ — Двинско-Печорский
- Речной бассейн — Северная Двина
- Речной подбассейн — Малая Северная Двина
- Водохозяйственный участок — Юг
- Код водного объекта — 03020100212103000013133